# Anzeling
Anzeling (Duits:  Anzelingen) is een gemeente in het Franse departement Moselle (regio Grand Est) en telt 379 inwoners (1999). De plaats maakt deel uit van het arrondissement Forbach-Boulay-Moselle.

## Geografie
De oppervlakte van Anzeling bedraagt 5,9 km², de bevolkingsdichtheid is 64,2 inwoners per km².
De onderstaande kaart toont de ligging van Anzeling met de belangrijkste infrastructuur en aangrenzende gemeenten.

## Demografie
Onderstaande figuur toont het verloop van het inwonertal (bron: INSEE-tellingen).

| 1800 | 1806 | 1821 | 1836 | 1841 | 1861 | 1866 | 1871 | 1875 | 1880 |
| ---- | ---- | ---- | ---- | ---- | ---- | ---- | ---- | ---- | ---- |
| 257  | 236  | 412  | 433  | 407  | 425  | 399  | 370  | 355  | 344  |
| 1885 | 1890 | 1895 | 1900 | 1905 | 1910 | 1921 | 1926 | 1931 | 1936 |
| 341  | 333  | 350  | 315  | 353  | 360  | 329  | 334  | 411  | 388  |
| 1946 | 1954 | 1962 | 1968 | 1975 | 1982 | 1990 | 1999 | 2006 | 2012 |
| 322  | 329  | 372  | 309  | 302  | 309  | 366  | 379  | 452  | 512  |